# Stellariopsis santolinoides
Stellariopsis santolinoides là loài thực vật có hoa trong họ Hoa hồng. Loài này được (A. Gray) Rydb. miêu tả khoa học đầu tiên năm 1898.